# C.P. Christensen Schmidt
Christian Peter Christensen Schmidt (født 30. maj 1832 i Sønderborg, død 29. marts 1895 i København) var en dansk filolog.